# Storie per vivere
Storie per vivere è il terzo album in studio dei Timoria, pubblicato nel 1992.

## Descrizione
Il disco fu il primo registrato con il nuovo produttore Angelo Carrara e fu figlio del periodo di crisi della band e i membri non rimasero particolarmente contenti del risultato finale, visto che Carrara preferì mettere in risalto la voce del cantante Francesco Renga piuttosto che il suono degli strumenti. L'album non decollò, e il complesso perse la voglia di suonare, così Carrara decise di far ripubblicare il disco con l'aggiunta di una traccia bonus firmata da Luciano Ligabue appositamente per il gruppo: Male non farà. Lo stesso Ligabue, rimasto favorevolmente impressionato dalle abilità del quintetto di Brescia, decide di portarlo con sé come band spalla nel suo Lambrusco, coltelli, rose & popcorn Tour; sempre Ligabue, due anni dopo, realizzerà una sua versione della suddetta canzone, che includerà nel suo quarto album, ovvero A che ora è la fine del mondo?.
La canzone Non siamo solo noi, fu dedicata a Freddie Mercury, cantante dei Queen scomparso sul finire dell'anno precedente.
L'intro di Non siamo solo noi si rifà all'Inno alla gioia della IX sinfonia di L.V. Beethoven.
Tutti gli altri brani sono prodotti da Angelo Carrara e arrangiati dai Timoria e Maurizio Zappatini.

## Tracce
1. Non siamo solo noi – 5:28 (Pedrini)
2. Storie per sopravvivere – 4:24 (Pedrini)
3. Atti osceni – 2:58 (Pedrini)
4. Nel nome dell'arte – 4:09 (Pedrini)
5. Nessuno sa perché – 4:19 (testo: Renga – musica: Pellegrini)
6. Accontentarsi mai – 3:19 (Pedrini)
7. Ora vai – 5:20 (Pedrini)
8. Non ti fermare mai – 4:05 (testo: Renga – musica: Pedrini)
9. Sacrificio – 4:47 (Pedrini)
10. Amico mio – 3:40 (Pedrini)
11. Reprise – 0:44 (musica: Pedrini)
12. Fiore di ghiaccio – 4:59 (Pedrini)
13. Male non farà – 5:59 (Luciano Ligabue)

Durata totale: 54:11

## Formazione
- Francesco Renga – voce
- Omar Pedrini – chitarra, cori e voce
- Carlo Alberto “Illorca” Pellegrini – basso, cori e voce in Non ti fermare mai
- Enrico Ghedi – tastiere, cori
- Diego Galeri – batteria, cori

### Altri musicisti
- Lady Day Quartet (Cinzia Cometti, Cristina Gambalonga, Alessandra Icardi, Debora Taiocchi) – cori nell'intro di Non siamo solo noi e Non ti fermare mai